# Trichopterna cucurbitina
Trichopterna cucurbitina är en spindelart som först beskrevs av Simon 1881.  Trichopterna cucurbitina ingår i släktet Trichopterna och familjen täckvävarspindlar.
Artens utbredningsområde är Frankrike. Inga underarter finns listade i Catalogue of Life.